# Gerandete Steinfliege

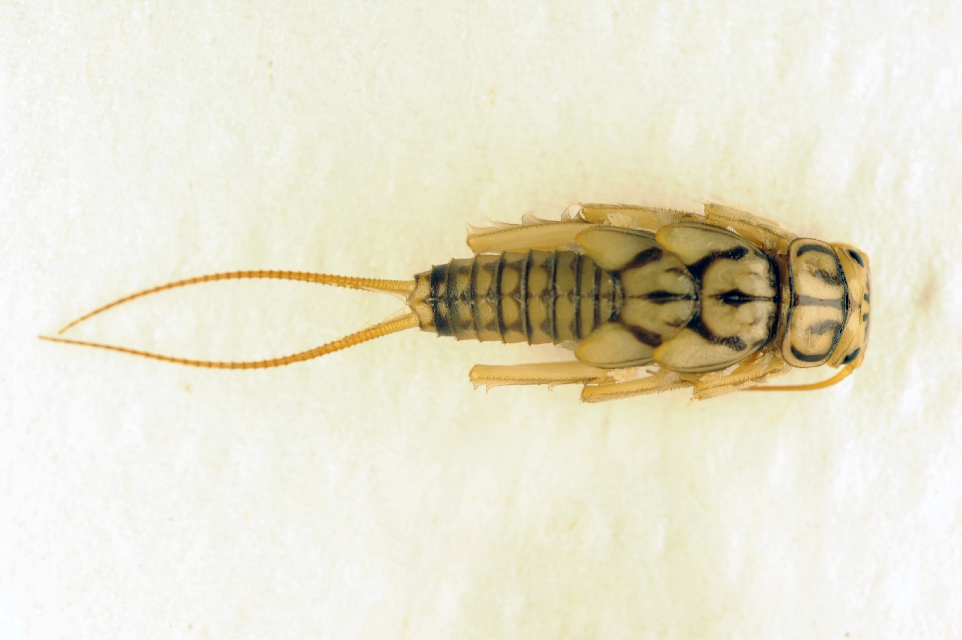
Larve der Gerandeten Steinfliege

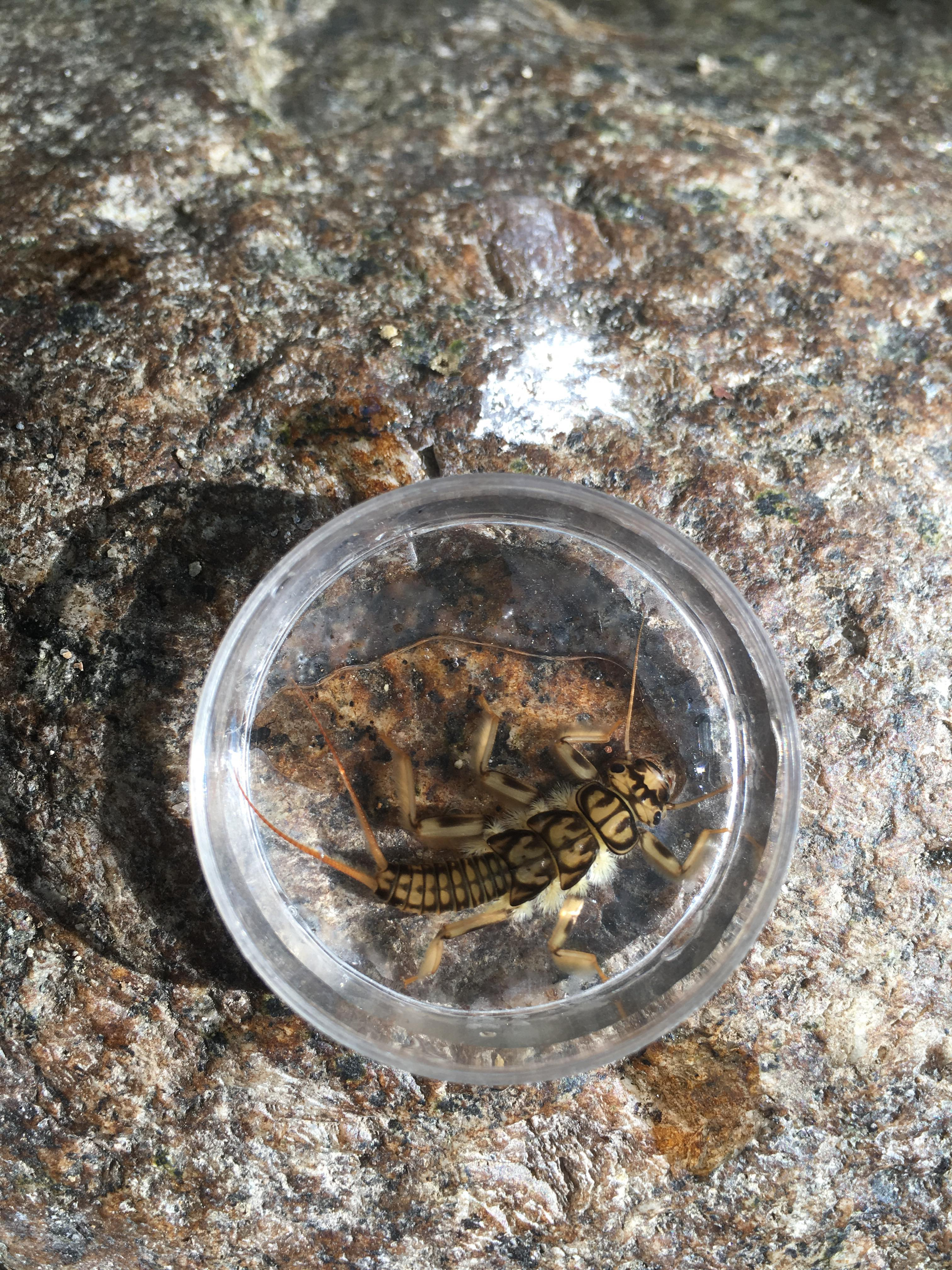
Ein weiteres Bild einer Larve

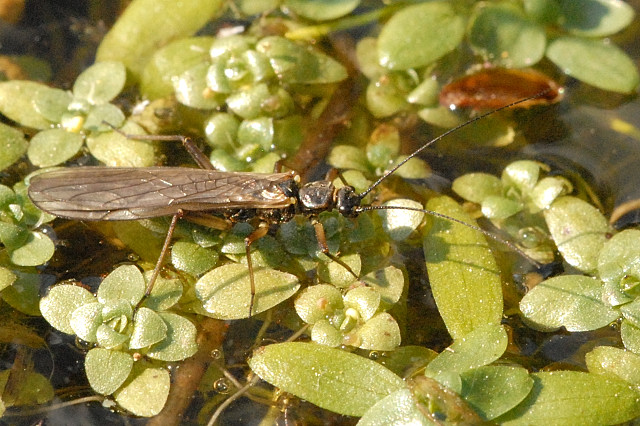
Imago

Die Gerandete Steinfliege (Perla marginata), auch Großer Uferbold genannt, ist eine Art der Steinfliegen und in Süd- und Mitteleuropa beheimatet. Sie ist eine der häufigsten heimischen Steinfliegenarten.

## Merkmale
Die Körperlänge beträgt 15–25 mm, wobei die Männchen nur die Hälfte bis Dreiviertel der Körperlänge der Weibchen erreichen. Die Art unterscheidet sich von den anderen heimischen Arten der Gattung durch einen dreieckigen schwarzen Fleck zwischen den Augen. Der Körper ist überwiegend braun gefärbt, die Vorderbrust ist gelblich mit dunklen Seiten- und Mittelstreifen. Im Hinterflügel fehlen die Queradern in der hintersten langen Zelle. Am Körperende sitzen zwei lange Cerci. Diese ragen in Ruhestellung unter den Flügeln hervor. Eine ähnliche Art aus einer anderen Gattung ist Dinocras cephalotes. Die Gerandete Steinfliege ist jedoch fahler als diese.

### Larven
Männliche Larven weisen Körperlängen von 15–18 mm auf, weibliche Larven welche von 25–34 mm. Die Larven besitzen gelblichbraune Cerci, die an der Innenseite mit einer dichten Haarfranse besetzt sind. Genau wie die Larven der Art Perla pallida besitzen sie keine Analkiemen und unterscheiden sich dadurch von den Larven der Zweigefleckten Steinfliege (Perla bipunctata), Perla grandis und Perla burmeisteriana. Die Larven ähneln denen von Perla pallida sehr stark, auch die typische Kopffärbung ist gleich. Perla pallida kommt in Deutschland oder der Schweiz jedoch nicht vor. Bei beiden Arten sind die Kiemen nicht gepunktet. Das zwischen den Facettenaugen liegende schwarze Band verläuft zickzackartig und weist nur zwei nach hinten laufende Ausläufer auf, welche an ihren Enden je einen Ocellus tragen. So entsteht an dieser Stelle ein dem griechischen Buchstaben π ähnliches Zeichen, besonders wenn das Hinterhaupt schon gelb gefärbt ist. Durch die schwarze Zickzacklinie und durch  einige dunkle Flecken nahe der Fühlerbasis entsteht auf dem Kopf eine gelbe, sechsstrahlige, sternförmige Zeichnung. Die dunklen Randstreifen und Bänder auf dem Pronotum sind denen von Perla burmeisteriana sehr ähnlich. Die Zeichnungen des Meso- und Metathorax variieren etwas. Oft trifft man, ebenso wie bei P. burmeisteriana, eine Y-ähnliche Figur auf dem Mesothorax an, nur selten in gleichem Maße auf dem Metanotum. Vielfach ist dort, wo die Gabelung des Y stattfindet, die schwarze Zeichnung unterbrochen, so dass dadurch drei Punkte entstehen, von denen der mittlere ein  Viereck bildet. Die Flügelscheiden sind jederseits  von einer dunklen Linie umsäumt. Die Beine sind mit langen Schwimmborsten besetzt. Auf dem Femur ist ein dunkler oder grauer Fleck deutlich sichtbar.

## Verbreitung und Lebensraum
Die Gerandete Steinfliege ist weit in Europa verbreitet. Das Verbreitungsgebiet reicht von der Iberischen Halbinsel über den Süden und Osten Frankreichs, Belgien, Luxemburg, das südliche und mittlere Deutschland, die Schweiz, Italien und Österreich bis nach Tschechien, Ungarn, Slowenien, Kroatien, die Slowakei, Rumänien, Bulgarien, Albanien, Griechenland, Nordmakedonien und die westliche Türkei. Dabei ist die Art auf der Balkanhalbinsel vermutlich noch weiter verbreitet und besiedelt auch die übrigen Länder entlang der Adriaküste und des ehemaligen Jugoslawiens. 
Die Art lebt vor allem in Mittelgebirgen und Gebirgsregionen, seltener den Ebenen, häufig in engen Bachtälern mit einem kühlen und feuchten Klima. Hier leben die Larven in sauberen, sauerstoffreichen Bächen mit kiesigem Untergrund. Langsam fließende Gewässer werden jedoch gemieden. Die Imagines fliegen nach dem Schlupf zahlreich in der Nähe dieser Bäche oder Flüsse umher oder leben in der Ufervegetation. Man kann sie oft in großer Zahl unter den Blättern der Gewöhnlichen Pestwurz finden. Die Art ist sehr häufig.

## Lebensweise
Die adulten Exemplare findet man von Ende Mai bis Juli. Sie halten sich für die restliche Dauer ihres Lebens überwiegend in der Ufervegetation auf. Sie sind überwiegend nachtaktiv, aber fliegen auch tagsüber mit ihrem eigentümlich schwerfälligen und schwirrenden Flug umher. Diese Flüge dauern aber selten länger als 10 Sekunden. Sie besitzen zwar noch Mundwerkzeuge, nehmen in ihrem etwa zweiwöchigen Dasein als Imagines aber keine Nahrung mehr zu sich, sondern leben von Reservestoffen aus der Larvenzeit. Während der Paarung sitzt das Männchen meist seitlich versetzt auf dem Weibchen. Wenige Tage nach der Paarung lässt das Weibchen Eier austreten, die sich an ihrem Hinterleib als Klumpen sammeln und die sie für einige Tage der Reifungszeit mit sich herumträgt. Dann taucht sie ihren Hinterleib ins Wasser und lässt die Eier zu Boden sinken, wo sie in den Zwischenräume der kleinen Steine liegen bleiben. Hier schlüpfen schließlich die winzigen Larven, die drei Jahre lang heranwachsen und ein räuberisches Leben führen. Ihre Nahrung besteht aus Kleintieren am Bachgrund, aber auch aus pflanzlichem Detritus, gerade bei den jüngeren Larven.

## Taxonomie
Die Art wurde 1799 von Georg Wolfgang Franz Panzer unter dem Namen Semblis marginata erstbeschrieben. Weitere Synonyme der Art lauten Perla maxima (Scopoli, 1763), Phryganea maxima (Panzer, 1799), Perla barcinonensis Rambur, 1842, Perla malaccensis Rambur, 1842, Perla hagenii A.E.Pictet, 1865, Esera fraterna Navás, 1909, Perla kheili Navás, 1909 und Perla guitarti Navás, 1921.